# Municipio de Santa Catarina (Nuevo León)
El municipio de Santa Catarina es uno de los cincuenta y un municipios en que se encuentra dividido el estado mexicano de Nuevo León. Forma parte de la zona metropolitana de Monterrey.

## Geografía
El municipio se encuentra en el centro-oeste del estado de Nuevo León. Limita al norte con García, al sur con el municipio coahuilense de Arteaga y Santiago, al este con Monterrey y San Pedro Garza García y al oeste con Ramos Arizpe, Coahuila.

## Demografía
De acuerdo con el censo de población del año 2020 del Instituto Nacional de Estadística y Geografía (INEGI), hay un total de 306 322 habitantes, 152 617 hombres y 153 705 mujeres. En 2020 había 82 912 viviendas particulares habitadas; el grado promedio de escolaridad de personas de 15 y más es de 10.7 años.

### Localidades

Principales localidades

Entre las localidades más pobladas en el año 2020 están:
| Localidad             | Población |
| --------------------- | --------- |
| Ciudad Santa Catarina | 304 052   |
| Privadas del Parque   | 1 675     |
| Los Nogales           | 200       |

## Política

### Presidentes municipales
| Leónides García                   | 1939-1940 |
| Julián Ayala Téllez               | 1941      |
| Jesús G. Dávila                   | 1942      |
| Fidel Ayala Jiménez               | 1943-1945 |
| Alfonso Ayala González            | 1946-1948 |
| Victoriano Chapa Zárate           | 1949-1951 |
| José Hernández Meléndez           | 1952-1954 |
| Fidel Escamilla Treviño           | 1955-1957 |
| Eulogio de Luna Ayala             | 1958-1960 |
| Librado García Ayala              | 1961-1963 |
| Fidel Ayala Rodríguez             | 1964-1966 |
| Clemente Sánchez Solís            | 1967-1969 |
| Francisco Dávila García           | 1970-1971 |
| José Zamora Reyes                 | 1972-1973 |
| Francisco García Reyes            | 1974-1976 |
| Guillermo Garza Luna              | 1977-1979 |
| Mario Martínez Banda              | 1980-1982 |
| Juan Francisco Caballero          | 1983-1985 |
| Escamilla                         | 1985-1986 |
| Mario Salazar Salazar             | 1986-1988 |
| Teresa García de Sepúlveda        | 1988-1991 |
| Atanasio González Puente          | 1992-1994 |
| Arturo Ayala Martínez             | 1994-1997 |
| Alejandro Páez Aragón             | 1997-2000 |
| Humberto González Garibaldi       | 2000-2003 |
| Irma Adriana Garza Villarreal     | 2003-2006 |
| Dionisio Herrera Duque            | 2006-2009 |
| Gabriel Alberto Navarro Rodríguez | 2009-2012 |
| Víctor Pérez Díaz                 | 2012-2015 |
| Héctor Castillo Olivares          | 2015-2021 |
| Jesús Ángel Nava Rivera           | 2021-2027 |